# Коле Пагано (Изернија)
Коле Пагано је насеље у Италији у округу Изернија, региону Молизе.
Према процени из 2011. у насељу је живело 70 становника. Насеље се налази на надморској висини од 565 м.